# Burchellia bubalina
Burchellia bubalina là một loài thực vật có hoa trong họ Thiến thảo. Loài này được (L.f.) Sims mô tả khoa học đầu tiên năm 1822.

## Hình ảnh

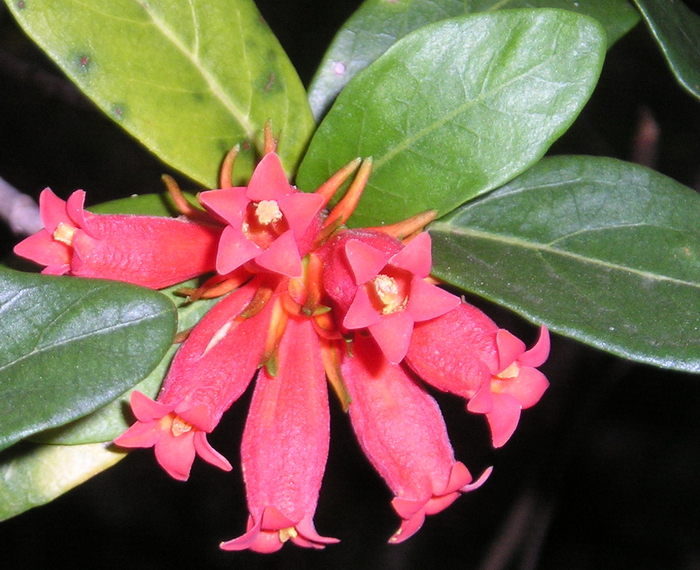
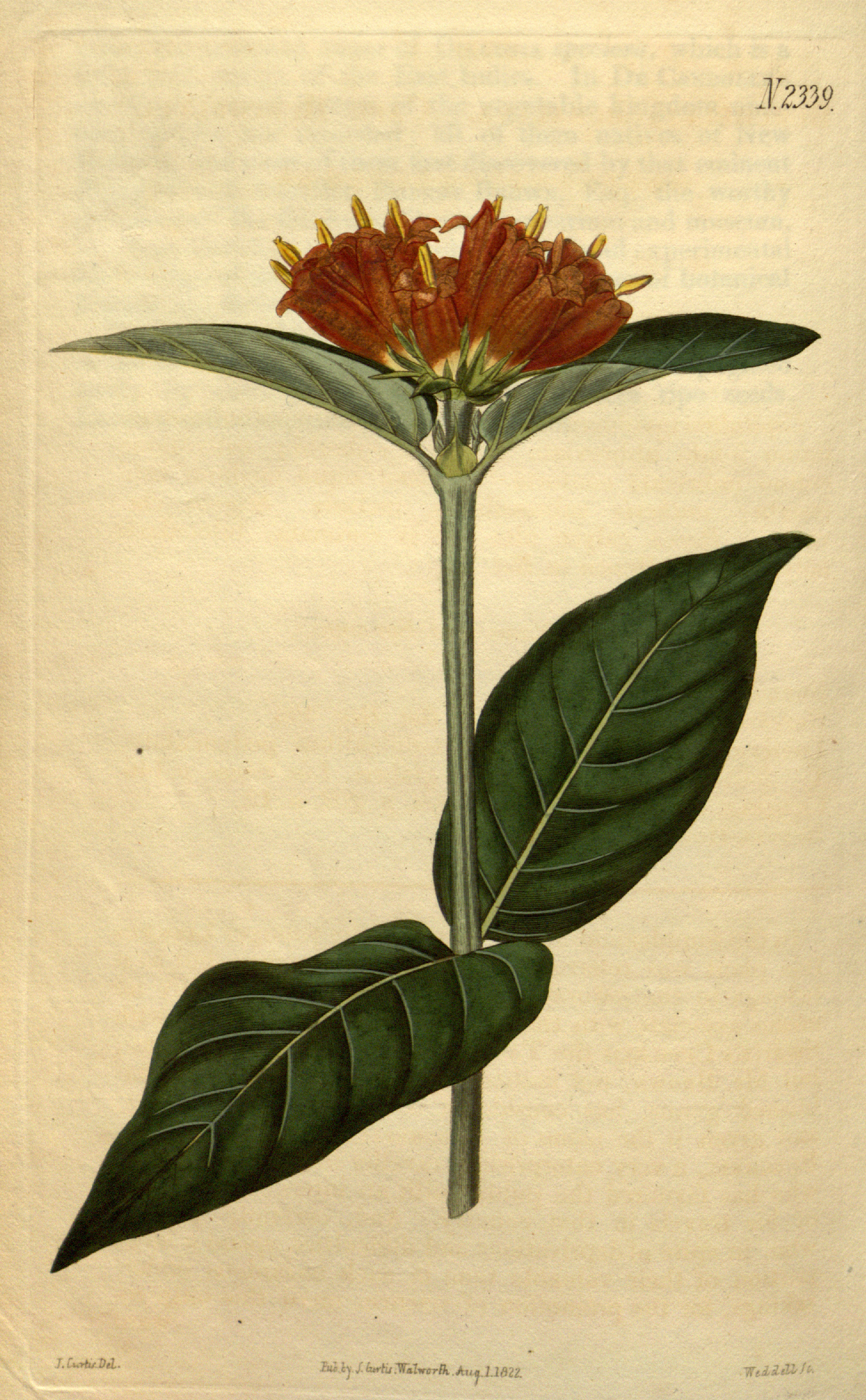